# Carlos Salom
Carlos Antonio Salom Alegre (en árabe: كارلوس سالوم‎) (Corrientes, Argentina, 4 de abril de 1987) es un futbolista argentino-palestino. Juega de delantero y su equipo actual es GS Castanese de la Serie D cuarta categoría del fútbol italiano.

## Trayectoria
Con sólo 15 años, Salom debutó en la máxima categoría del fútbol correntino vistiendo los colores del Club Social y Deportivo Cambá Cuá. Luego de algunos encuentros, el correntino tuvo la oportunidad de emigrar hacia el fútbol europeo. Claro que primero intentó quedarse en algunos clubes como Talleres de Córdoba, aunque sin gran suceso. Como una promesa, llegó hasta Mallorca en 2003, para jugar en las inferiores y, porqué no, intentar deslumbrar a los españoles para encontrar alguna oportunidad ; Fueron 6 meses , pero como a muchos, el bendito pasaporte le jugó una mala pasada y tuvo que pegar la vuelta. No tenía pensado volver a sus tierras por lo que consiguió un lugar en las inferiores del Club Almagro. A mediados del 2008 llega como refuerzo a préstamo al Cienciano del Cuzco club donde deja un grato recuerdo debido a un partidazo que jugó contra el Sporting Cristal en Lima, ayudó a su equipo a clasificar a la Copa Sudamericana 2009. 
Luego, buscando minutos en cancha, “Carlitos” recaló en Sacachispas, en la Primera C. 
En la temporada 2009/2010, le dio el gol del ascenso a Barracas Central, anotando en el minuto 47 del segundo tiempo en el repechaje contra Excursionistas. Luego de su gran año donde salió goleador, reforzó al Olimpo de Bahía Blanca donde no tuvo muchas oportunidades pero llegó a anotar goles importantes. Luego se va All Boys donde peleó los primeros lugares quedándose a poco de salir campeón.
En su paso por Deportes Concepción anotó 22 goles siendo una de las grandes figuras.
El viernes 11 de marzo del 2016 es nominado a la Selección de fútbol de Palestina, a la cual Salom accede a jugar.
Salom anotó en su debut con la Selección de Palestina en el empate 1-1 contra la Selección de Tayikistán en un partido amistoso en septiembre de 2016.
Llega al Club Puebla para la Apertura 2017, anotando su primer gol en la primera jornada de la Copa MX en contra del Atlante de penal a lo Panenka.
Tras su magro paso por la Liga MX, donde jugó 9 partidos y anotando un solo gol por el Club Puebla, es declarado transferible y emigra a Tailandia, específicamente al Bangkok United de la Thai League por dos temporadas.

## Polémica
El 19 de septiembre de 2017, México se vio afectado por un fuerte sismo de magnitud 7.1, que se conoció como el Terremoto de Puebla de 2017, causando pánico en la población. Después del movimiento telúrico donde cientos de mexicanos perdieron la vida, Carlos Salom mostró su arrepentimiento por abandonar el fútbol chileno, al decir que, "Yo siempre quise venir jugar a México y no se me daba. Mi esposa me decía que quizás no se daba por algo. Ahora que vine forcé todo (en Unión Española de Chile) para poder venir obligadamente y ahora pasó esto (el terremoto). Me arrepiento de haber venido; voy a cumplir el contrato y ya después veremos, pero no sé si voy a seguir otro año acá". Después de su declaración, se ganó el repudio de los hinchas, además de muchas críticas en las redes sociales que le pedían al jugador irse del país si no quería seguir, por esta causa lo llamaron "ingrato". incluso el exfutbolista argentino naturalizado mexicano y considerado emblema del Puebla FC, Damián "Ruso" Zamogliny, declaró que "Si ese es el sentir de Carlos, puede rescindir su contrato inmediatamente e irse. En las situaciones difíciles se ve quién quiere estar y quién no. Y para reconstruir este país se necesita gente que quiera estar, las declaraciones fueron desafortunadas rayando en la estupidez, el pueblo mexicano necesita gente que ha llegado desde otro país para sumar, no para restar, que quiera colaborar y apoyar, si no quiere estar aquí que no cobre un peso más y que se quite la camiseta de la Franja, porque no merece ponerse la de ningún equipo mexicano". Poco después de la tormenta de las redes sociales, Carlos salió y se disculpó por su declaración. Sin embargo fue relegado del primer equipo por el técnico Rafael García y fue enviado a jugar en las reservas después de este incidente.

## Clubes
| Club                      | País      | Año         |
| ------------------------- | --------- | ----------- |
| Sacachispas               | Argentina | 2005 - 2006 |
| Rayo Vallecano            | España    | 2007        |
| Barracas Central          | Argentina | 2007 - 2008 |
| Cienciano                 | Perú      | 2008        |
| Sacachispas               | Argentina | 2009        |
| Barracas Central          | Argentina | 2009 - 2010 |
| Olimpo                    | Argentina | 2010 - 2011 |
| All Boys                  | Argentina | 2011 - 2012 |
| Deportes Concepción       | Chile     | 2012 - 2013 |
| Unión Española            | Chile     | 2014 - 2017 |
| Club Puebla               | México    | 2017        |
| Bangkok United            | Tailandia | 2018        |
| Chennaiyin FC             | India     | 2018 - 2019 |
| Barracas Central          | Argentina | 2019 - 2021 |
| ASD San Luca              | Italia    | 2021        |
| Boca Unidos de Corrientes | Argentina | 2021 - 2023 |
| GS Castanese              | Italia    | 2024-       |

## Palmarés

### Campeonatos nacionales
| Título    | Equipo           | País      | Año     |
| --------- | ---------------- | --------- | ------- |
| Primera C | Barracas Central | Argentina | 2009-10 |

### Distinciones individuales
| Distinción                | Año     |
| ------------------------- | ------- |
| Máximo goleador Primera C | 2009-10 |